# Accélérateur linéaire

Diagramme animé montrant le fonctionnement d'un accélérateur linéaire

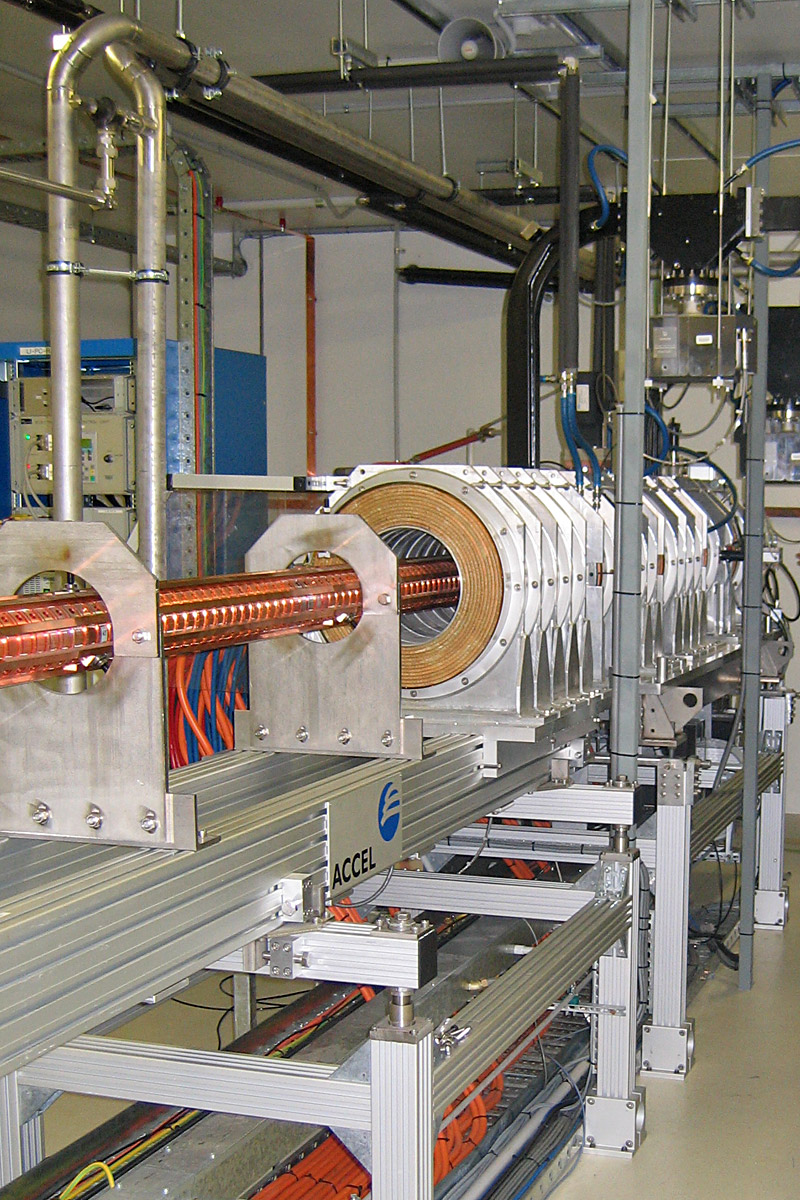
Partie d'un accélérateur linéaire situé à Clayton, Victoria, Australie.

Un accélérateur linéaire est un dispositif permettant d'accélérer des particules chargées afin de leur fournir une énergie cinétique importante dans le but de produire des réactions avec la matière. Les particules accélérées peuvent être des électrons, des protons, ou bien des ions lourds.
La particularité de ce type d'accélérateur de particules est la méthode d'accélération des particules chargée, via un champ électrique local ou non et en ligne droite.
Lors de son passage dans l'accélérateur, la particule subit une force proportionnelle au champ électrique, la force d'interaction Coulombienne. 

## Accélérateurs d'électrons

### Accélérateurs utilisés en médecine
La médecine utilise des accélérateurs pour le radiodiagnostic et la radiothérapie. Dans les deux cas, ce sont des rayons X qui sont utilisés sur le patient : imagerie ou tomographie (scanner) dans le premier cas et irradiation de tumeur dans le second. Les rayons X de haute énergie sont produits grâce à un faisceau d'électrons issu d'un accélérateur linéaire, qui est converti en rayons X par interaction sur une cible de conversion par rayonnement de freinage.
Les accélérateurs linéaires peuvent être utilisés pour administrer une thérapie contre les tumeurs cancéreuses (radiothérapie). Dans le domaine de la radiothérapie, les accélérateurs linéaires peuvent émettre différents types de particules en fonction du but du traitement et de la capacité de la machine : la particule la plus largement utilisée est le photon (ou rayons X) pour couvrir la plupart des traitements, mais on utilise également des électrons pour les traitements superficiels ou des protons pour déposer une dose très localisée.

### Accélérateurs utilisés dans l'industrie
Des secteurs industriels font également appel à des moyens utilisant des rayonnements ionisants et notamment des rayons X de haute énergie (typiquement entre 1 et 20 MeV). Ces accélérateurs sont généralement fixes mais des modèles portables ont été développés pour des énergies de l'ordre du MeV.
Des industries comme l'aéronautique ou la construction pour l'industrie automobile ou nucléaire ont besoin de contrôler des pièces massives par des moyens non destructifs. La radiographie et la tomographie sont des techniques utilisées à cette fin. On trouve également de très nombreux accélérateurs linéaires d'électrons produisant des rayons X dans le domaine de la sécurité pour l'inspection des bagages, des véhicules, des frets et en particulier de conteneurs maritimes. Ces systèmes de contrôle sont basés sur la production d'images de transmission et permettent d'appréhender le contenu des cargaisons par la forme des objets, mais aussi d'une certaine manière la nature chimique des objets par l'utilisation de sources de rayons X spécifiques.